# Tikrit
Tikrit (Arabisch: تكريت), is een stad in Irak, 140 km ten noordwesten van Bagdad gelegen. Het ligt aan de rivier de Tigris. Het is de hoofdstad van de provincie Salah ad Din.

## Geschiedenis
Tikrit is bekend als de geboorteplaats van de Egyptische vizier en generaal Saladin, naar wie de provincie is genoemd. Saladin verdedigde onder andere Egypte tegen de legers van de Rooms-Katholieke kerk en Europese leiders ("kruisvaarders") en heroverde Jeruzalem in 1187.
De stad is misschien wel het meest bekend als de geboorteplaats van Saddam Hoessein, ook al is Hoessein in werkelijkheid geboren in het dorpje Al-Auja, nabij Tikrit. Tikrit was wel zijn machtsbasis. Een groot aantal politieke kopstukken uit de jaren dat hij in Irak aan de macht was, werden uit deze stad en de omliggende regio gehaald. Dit gold ook voor een zeer groot aantal leden van de Iraakse Republikeinse Garde. Hoessein werd op 13 december 2003 nabij Tikrit gearresteerd. Saddam Hoessein vergeleek zich regelmatig met Saladin.

### IS
In juni 2014 veroverde terreurbeweging Islamitische Staat (IS) Tikrit. Het Iraakse leger poogde aanvankelijk tevergeefs de stad te heroveren. Sinds de inname zijn veel inwoners op de vlucht geslagen. IS vernielde onder meer de eeuwenoude Syrisch-orthodoxe Groene Kerk in de stad. Tikrit was de zetel van de Mafiraan, de op een na hoogste geestelijke binnen de Syrisch-orthodoxe kerk. Tikrit was een symbool van het Syrisch-Aramees christendom in Irak. De Aramese christelijke inwoners van Tikrit werden gedwongen te vluchten nadat Arabisch-islamitische stammen uit het Arabische schiereiland zich vestigden in Tikrit. De Arameeërs uit Tikrit vestigden zich in Beghdede / Al-Hamdaniya dat een centrum werd voor de Syrisch-orthodoxe kerk en later voor de Syrisch-katholieke kerk in Irak.  In maart van 2015 voerde het leger van Irak een groot offensief tegen Tikrit uit om IS uit de stad te verdrijven, met steun van de internationale coalitie tegen IS. Op 1 april 2015 was de stad heroverd.

## Bezienswaardigheden
- In januari 2009 bevond er zich kortstondig het Bush Shoe monument.

## Geboren
- Saladin (1137-1193), generaal
- Sajida Talfah (1937), First lady van Irak tussen 1979 en 2003